# David Brown (Unternehmen)

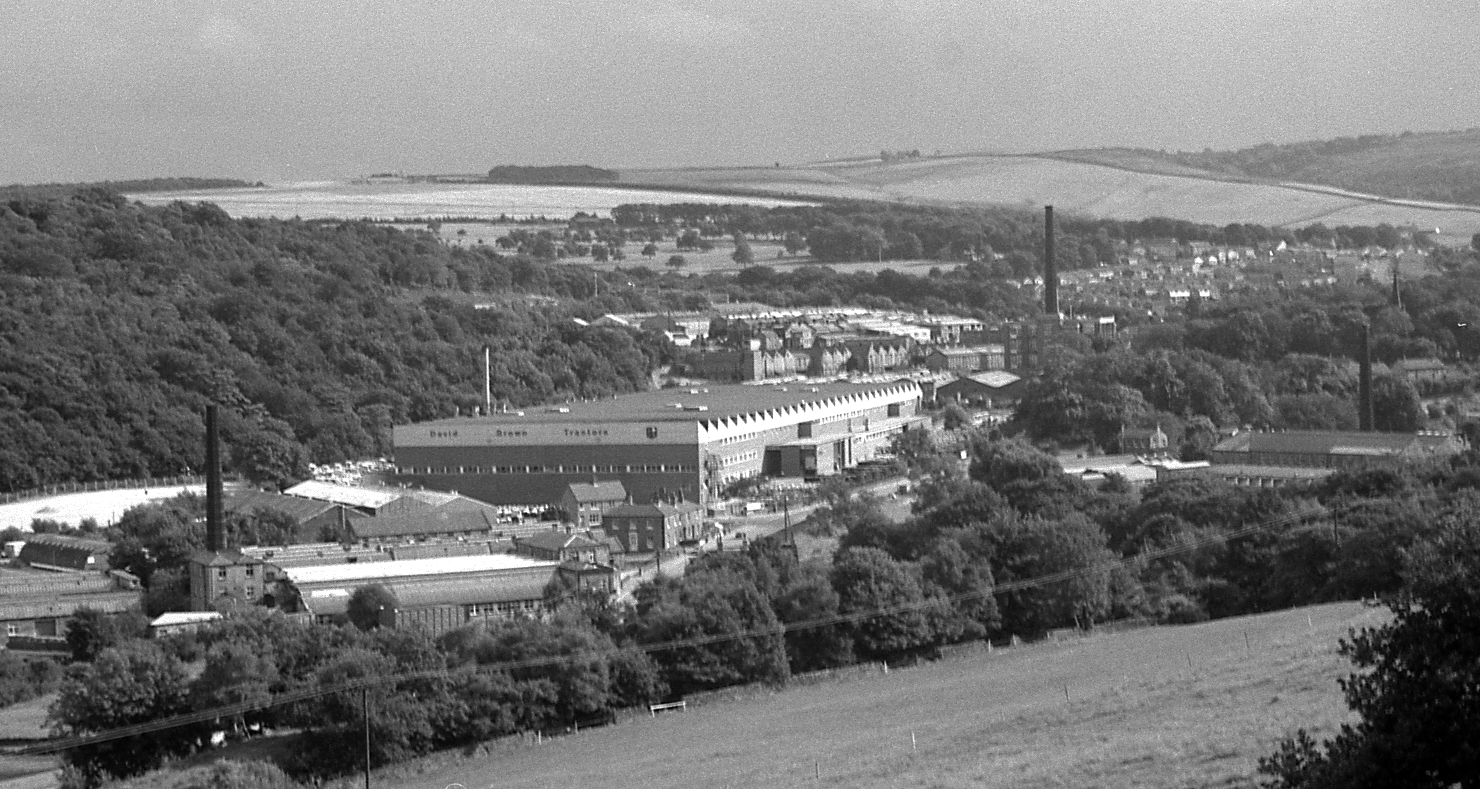
David Brown Traktorfabrik in Meltham Mills

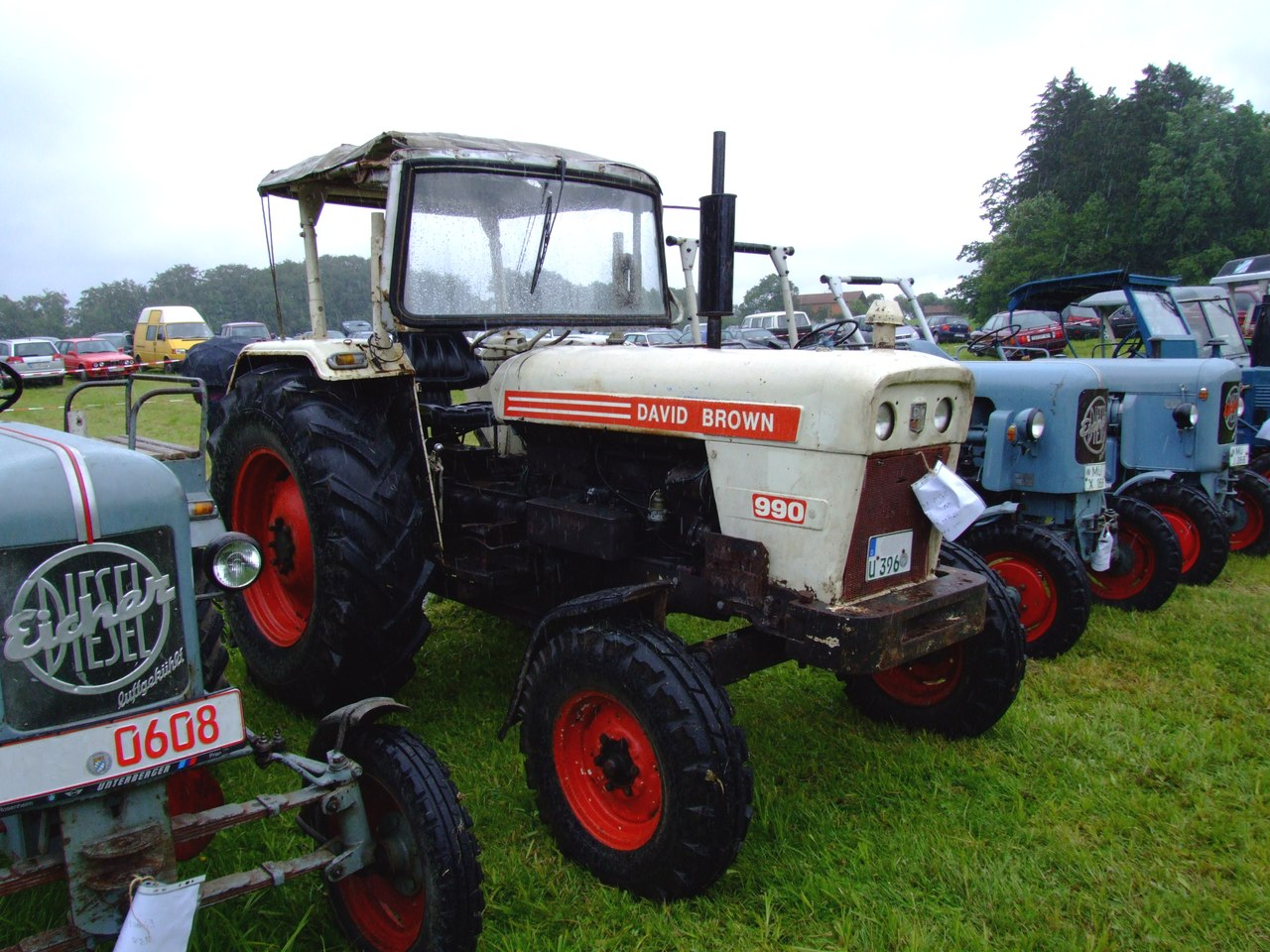
David Brown 990 (1969) mit Fritzmeier-Verdeck

David Brown ist ein britisches Technologieunternehmen und war lange Zeit ein bekannter Hersteller von Traktoren.
Zusammen mit Harry Ferguson gilt David Brown als einer der Pioniere des modernen Traktorenbaus. Zum Unternehmen gehörten zwischen 1946 und 1972 die bekannte Automarke Aston Martin und ab 1947 auch Lagonda.

## Geschichte
David Brown, ein gelernter Modellschreiner, gründete sein Unternehmen 1860 in Huddersfield. Das Primärgeschäft war die Herstellung von Holzzahnrädern für die Textilindustrie in Huddersfield. Im Jahr 1910 wurde das Unternehmen zur größten Zahnradfabrik im britischen Commonwealth. Auf einer Reise durch die USA in den 1930er Jahren hinterließ der Grad der Mechanisierung der amerikanischen Farmen beim Enkel des Unternehmensgründers einen bleibenden Eindruck. Im Jahr 1929 baute ein anderer Traktor-Pionier, Harry Ferguson, den „Black Traktor“ mit einem patentierten Hydraulik-Gestänge. Im Zuge einer Partnerschaft zwischen David Brown und Harry Ferguson wurden ab 1936 1.350 Ferguson-Brown Type A hergestellt. Die Verbindung Ferguson Brown löste sich jedoch bald wieder. Ferguson verließ England und ging in die Vereinigten Staaten, wo er später eine Partnerschaft mit Henry Ford einging.
Der erste David-Brown-Traktor, das Modell VAK 1 (vehicle, agricultural, kerosene, model 1), wurde 1939 gezeigt. Aufträge für 3.000 Stück lagen vor, die Zahl konnte durch den beginnenden Zweiten Weltkrieg nicht gehalten werden. Die tatsächliche Produktion betrug nur 1.000 Stück. Nach dem Krieg wurde die Produktion wieder aufgenommen.
Im Jahr 1946 übernahm das Unternehmen unter Führung von Sir David Brown, dem Enkel des Gründers, den Automobilhersteller Aston Martin und ein Jahr später Lagonda. Eine eigene Motorsportabteilung trat bis 1960 unter der Bezeichnung David Brown Organisation bei Sportwagenrennen und in der Formel 1  an. 
1955 wurde der Landmaschinenhersteller Albion übernommen. Von 1960 bis 1963 lieferte David Brown Traktoren an Oliver Corporation in die USA, bevor man ab 1963 selbst auf dem US-Markt präsent war.
Im Jahr 1965 wurde das bekannte gelb-rote Farbschema auf weiß-braun geändert. In den 1970er Jahren wurde der Konzern umstrukturiert. 1972 wurde David Brown Tractors an die Tenneco International Inc. verkauft und in die Case Corporation eingegliedert. Die Traktoren wurden nun mit orangen Motor- und Getriebeblock produziert. Die Automobilsparte wurde an eine Tochtergesellschaft der Ford Motor Company verkauft. Seit dem Jahr 1983 wurden die Traktoren nicht mehr unter dem Namen David Brown, sondern unter dem Case-Logo hergestellt. Tenneco International übernahm 1985 die Landwirtschaftssparte der traditionsreichen International Harvester Company (IHC). Die nun unter dem Namen Case-IH produzierten Traktoren wurden im rot-schwarzen Case-IH-Farbschema verkauft. Die Fabrik in Meltham Mills, in der alle David-Brown-Traktoren hergestellt worden waren, wurde 1988 nach 52 Jahren geschlossen.
1998 wurde das Technologieunternehmen David Brown von Textron übernommen. David Brown produziert Antriebsteile für Lokomotiven, Schiffe und Panzer (u. a. den Challenger 2). Die klassische Getriebesparte wurde 2008 an Clyde Blowers verkauft.
2016 fusionierte  David Brown mit Santasalo zu David Brown Santasalo und formt eine Tochter des Glasgower Investment-Konglomerates Clyde Blowers Capital. Das Unternehmen hatte 2017 nach eigenen Angaben über 1000 Mitarbeiter an sieben Fabrikationsstandorten.

## Produkte

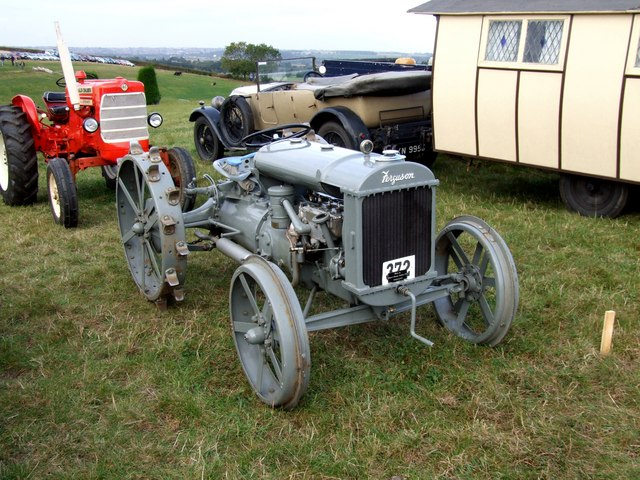
Ferguson-Brown A
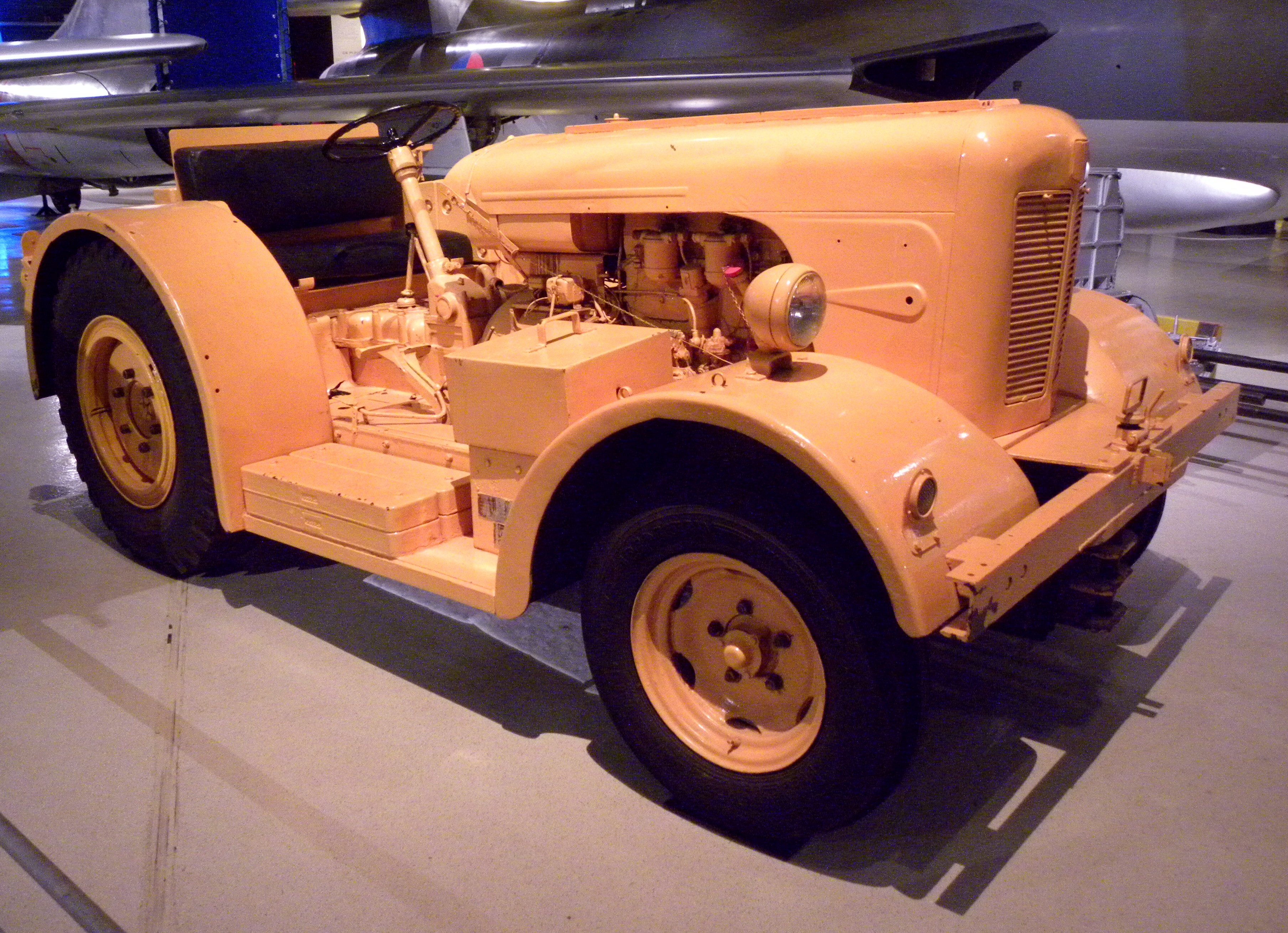
David Brown Flugzeugschlepper
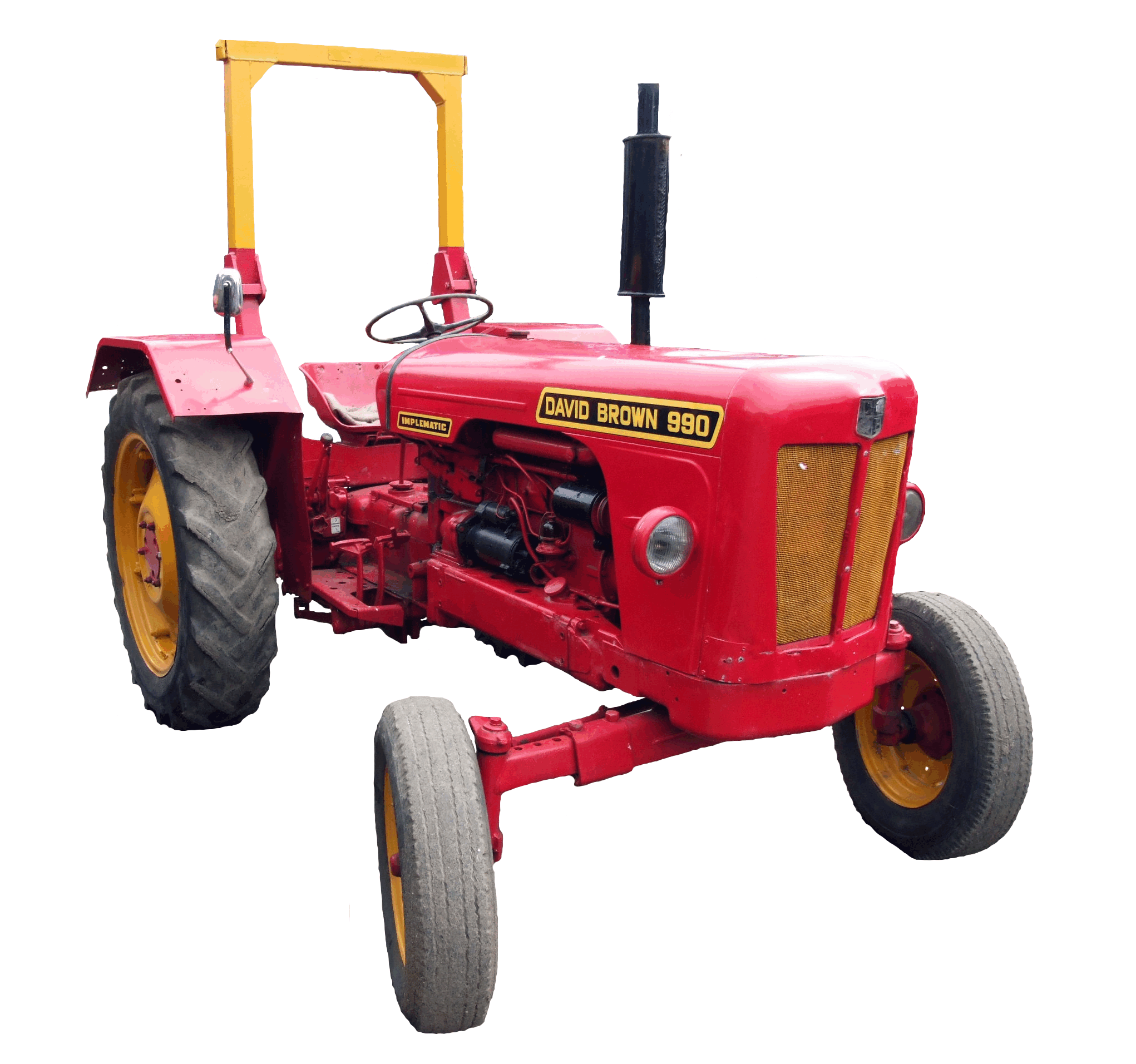
David Brown 990
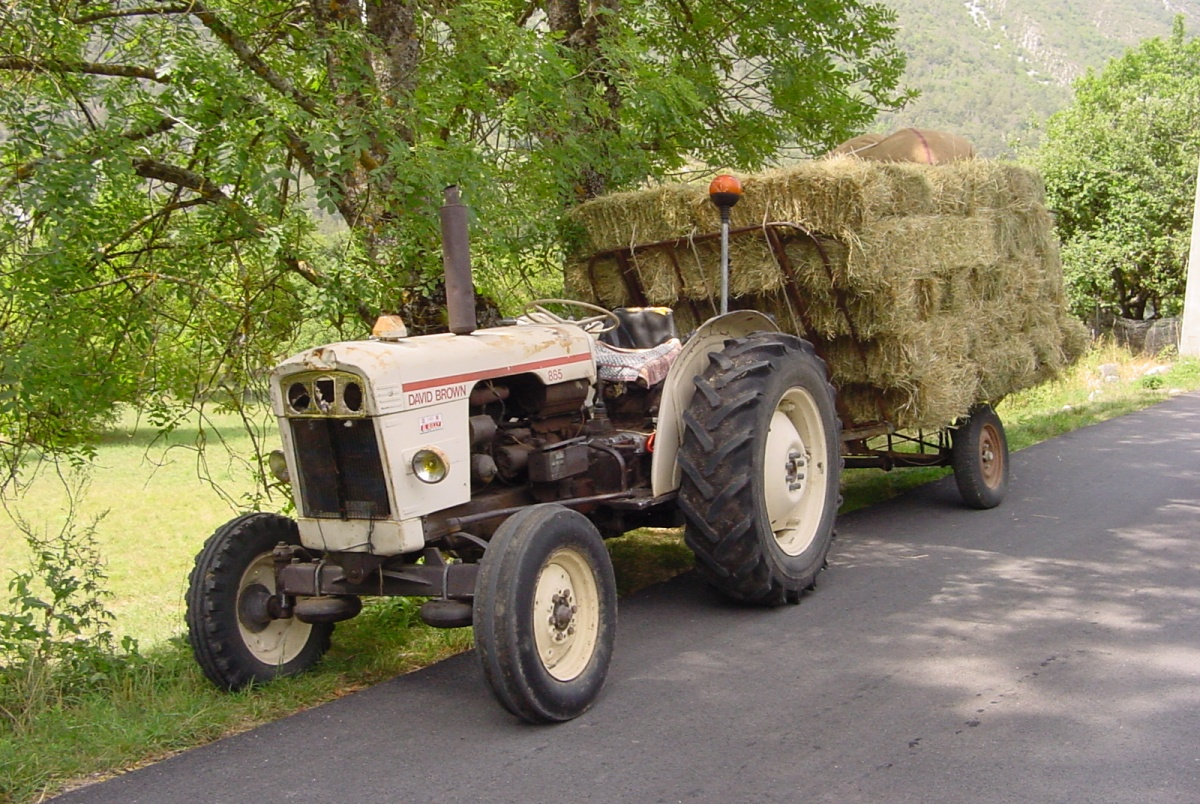
David Brown F
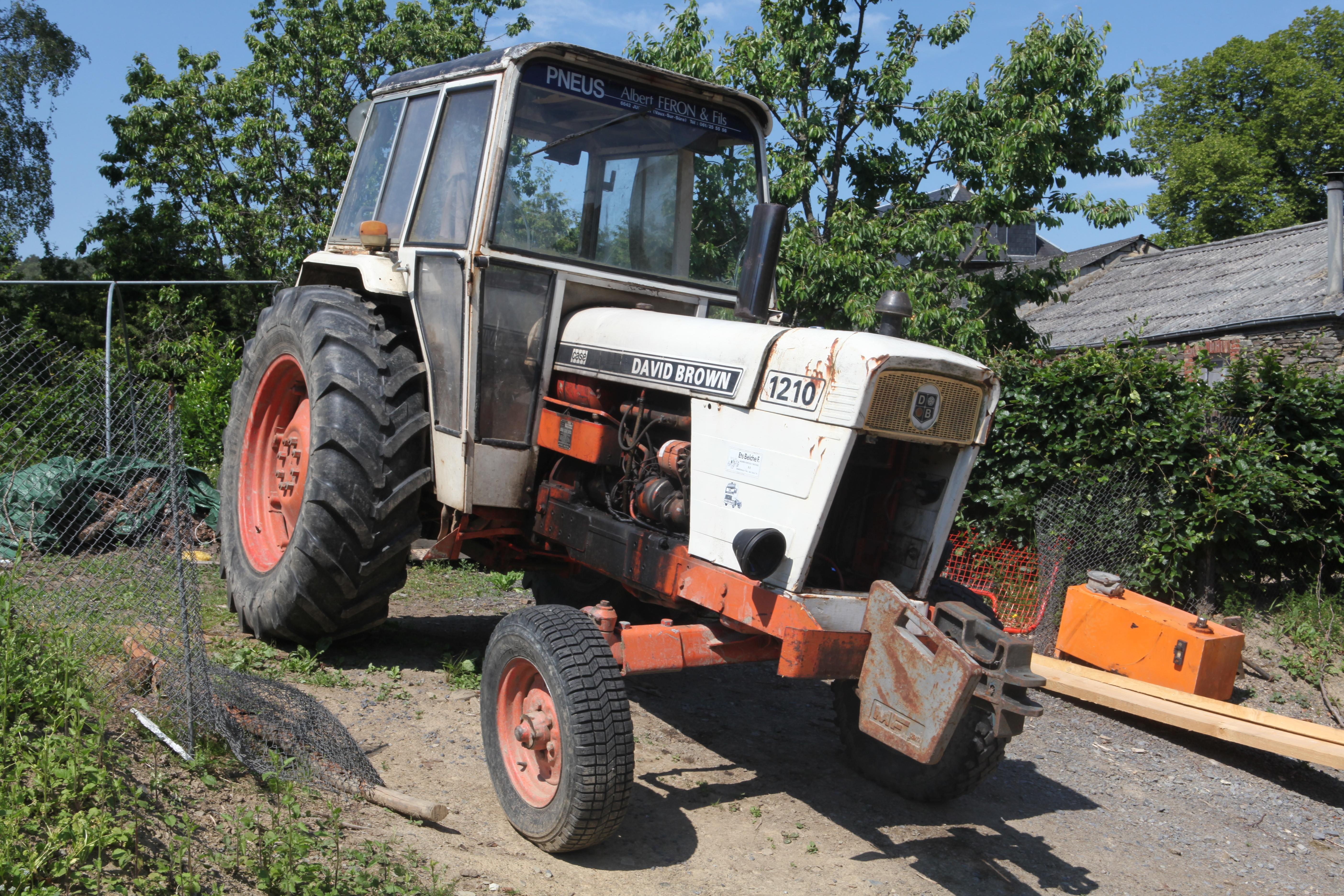
Case David Brown 1210
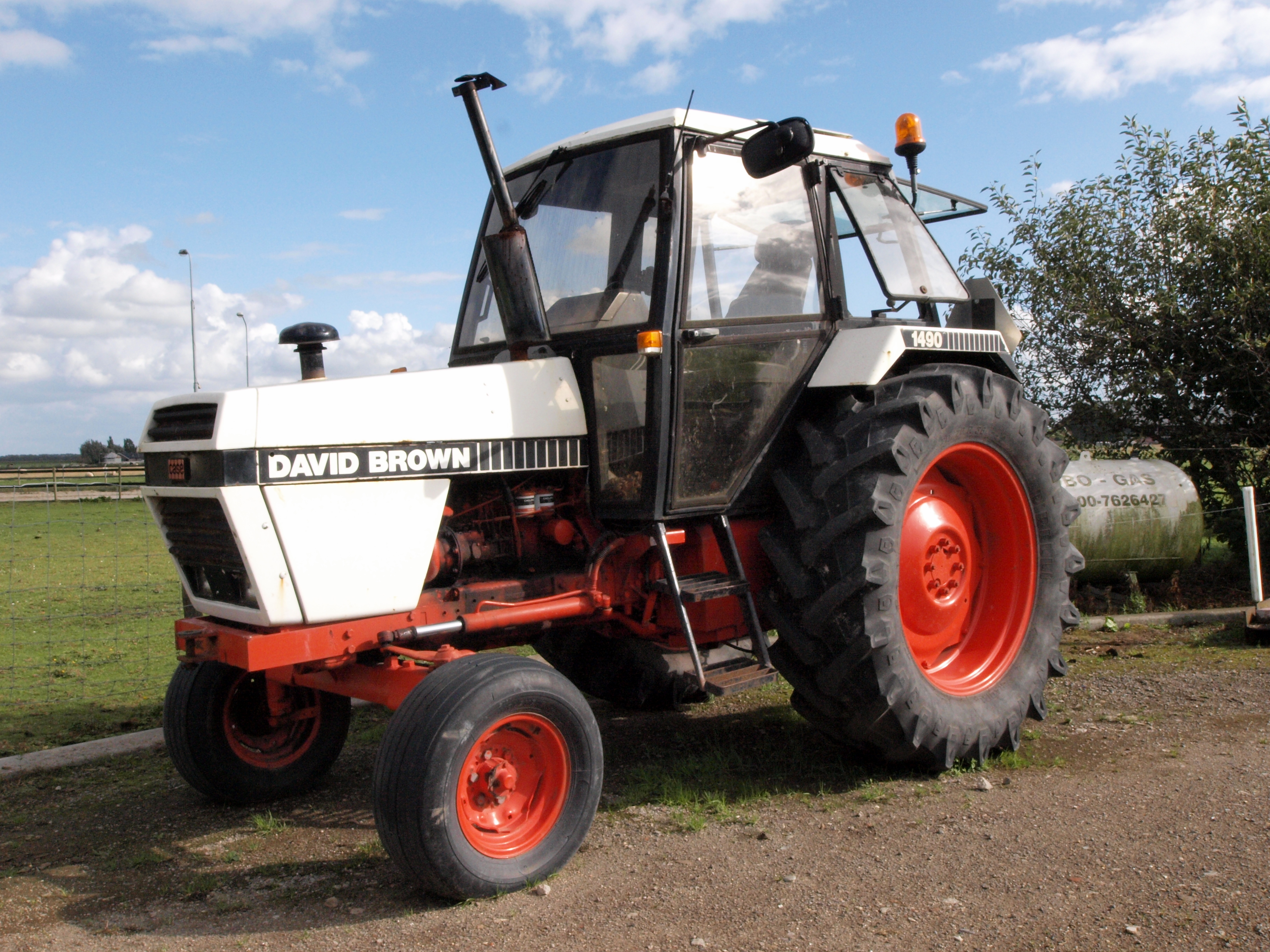
Case David Brown